# Macworld Conference & Expo
Macworld Conference & Expo er en fagmesse og konference, der holdes en gang årligt – typisk i anden uge af januar – for Apple Macintosh-platformen. Den arrangeres af det Bostonbaserede IDG World Expo. Macworld er det mest læste Macintosh-magasin i USA. Tidligere var messen kendt som Macworld Expo.